# Corning (Iowa)
Corning és una població dels Estats Units a l'estat d'Iowa. Segons el cens del 2000 tenia 1.783 habitants.

## Demografia
Segons el cens del 2000, Corning tenia 1.783 habitants, 803 habitatges, i 452 famílies. La densitat de població era de 438,5 habitants per km².
Dels 803 habitatges en un 24,3% hi vivien nens de menys de 18 anys, en un 46,9% hi vivien parelles casades, en un 6,7% dones solteres, i en un 43,6% no eren unitats familiars. En el 39,6% dels habitatges hi vivien persones soles el 24,4% de les quals corresponia a persones de 65 anys o més que vivien soles. El nombre mitjà de persones vivint en cada habitatge era de 2,14 i el nombre mitjà de persones que vivien en cada família era de 2,87.
Per edats la població es repartia de la següent manera: un 22,5% tenia menys de 18 anys, un 6,8% entre 18 i 24, un 24,5% entre 25 i 44, un 20,1% de 45 a 60 i un 26% 65 anys o més.
L'edat mediana era de 42 anys. Per cada 100 dones de 18 o més anys hi havia 79,8 homes.
La renda mediana per habitatge era de 28.977 $ i la renda mediana per família de 45.227 $. Els homes tenien una renda mediana de 26.667 $ mentre que les dones 19.569 $. La renda per capita de la població era de 15.836 $. Entorn del 5% de les famílies i el 7,5% de la població estaven per davall del llindar de pobresa.

## Persones il·lustres
- Johnny Carson (1925 - 2005) comediant i actor[4]

## Poblacions més properes
El següent diagrama mostra les poblacions més properes.